# 伊蘇利亞

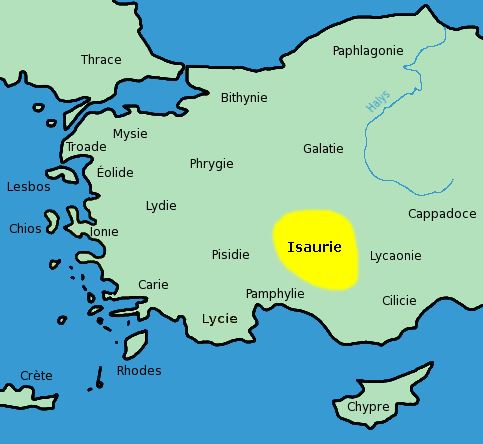
伊蘇利亞

伊蘇利亞（希臘語：Ισαυρία），又譯伊索里亞，是小亞細亞南部的一個古代地名。它的範圍在不同時代變遷，大抵上位於今日土耳其的安塔利亞省，又或是托罗斯山脉的核心地區。「伊蘇利亞」的名字源自伊蘇利亞族；而伊蘇利亞族又分為舊伊蘇利亞和新伊蘇利亞兩族人，他們在馬其頓帝國及羅馬帝國時在當地居住。

## 參看
- 本条目包含来自公有领域出版物的文本: Chisholm, Hugh (编).  (第11版). London: Cambridge University Press. 1911.